# St. Johannes der Täufer (Steinau)

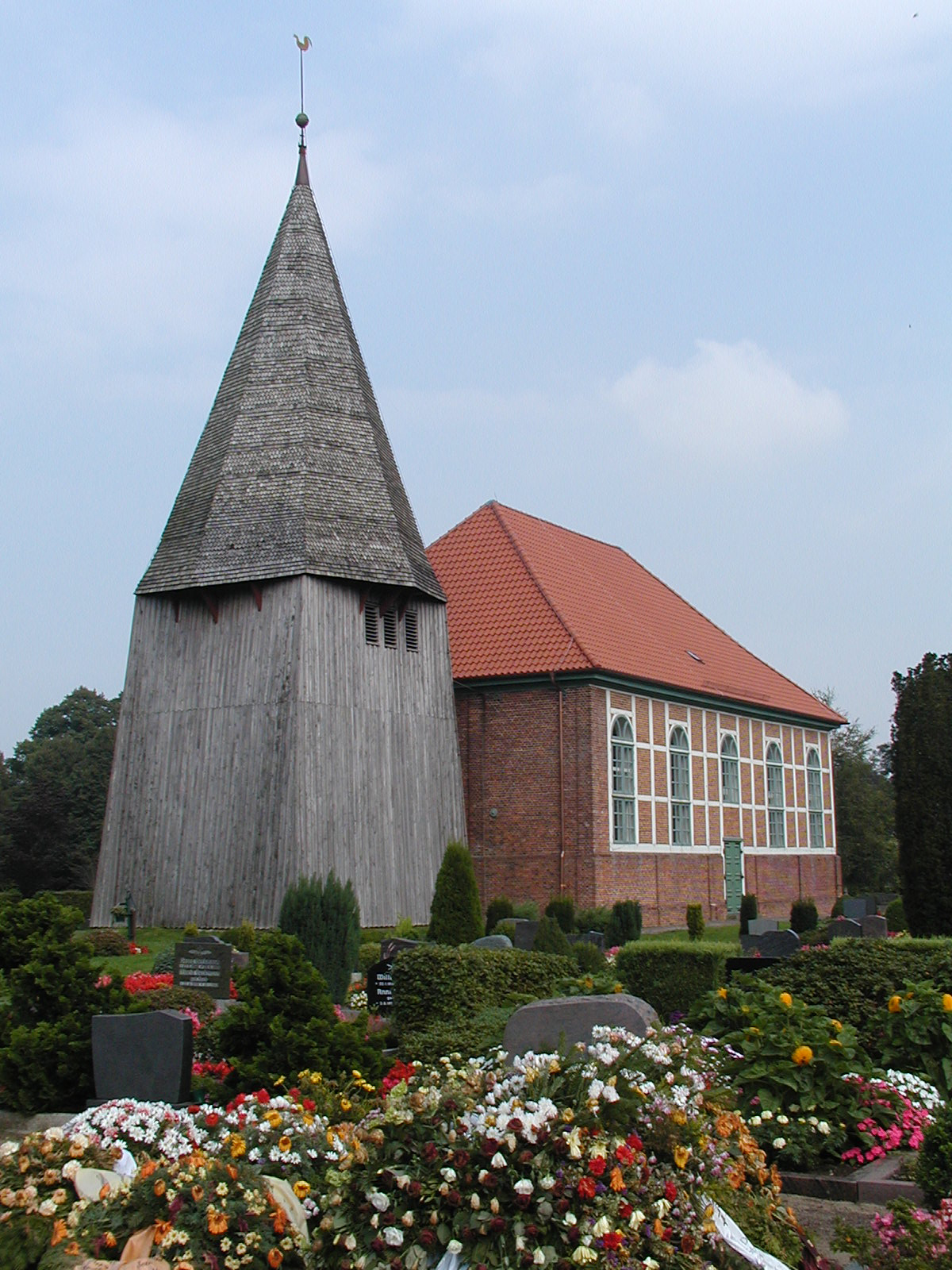
St. Johannes der Täufer

Die evangelisch-lutherische denkmalgeschützte Kirche St. Johannes der Täufer steht auf dem Kirchfriedhof der Gemeinde Steinau im Landkreis Cuxhaven von Niedersachsen. Die Kirchengemeinde gehört zum Kirchenkreis Cuxhaven-Hadeln im Sprengel Stade der Evangelisch-lutherischen Landeskirche Hannover.

## Beschreibung
Die rechteckige, mit einem Walmdach bedeckte Saalkirche aus fünf Achsen wurde 1835 erbaut. Die Wände bestehen aus Backsteinen, nur die Längswände haben Bereiche aus Holzfachwerk, die aber auch mit Bachsteinen ausgefacht sind. Vor der Westwand befindet sich ein freistehender Glockenturm aus dem 17. Jahrhundert, der mit einem spitzen Zeltdach bedeckt ist. In ihm hängt eine Kirchenglocke, die um 1200 gegossen wurde. 
Der Innenraum wird durch die seitlichen Emporen in drei Bereiche geteilt, der mittlere ist mit einem hölzernen Tonnengewölbe, die seitlichen sind mit Flachdecken überspannt. 
Die Orgel mit 19 Registern, verteilt auf zwei Manuale und ein Pedal, wurde 1839 von Johann Georg Wilhelm Wilhelmy gebaut und 1991 von den Gebrüdern Hillebrand restauriert.